# Boulevard André-Delacourtie
Le boulevard André-Delacourtie est une voie de Toulouse, chef-lieu de la région Occitanie, dans le Midi de la France.

## Situation et accès

### Description
Le boulevard André-Delacourtie est une voie publique. Il sépare le quartier Busca au nord, et le quartier Saint-Agne au sud.

### Voies rencontrées
Le boulevard André-Delacourtie rencontre les voies suivantes, d'ouest en est (« g » indique que la rue se situe à gauche, « d » à droite) :
- Grande-rue Saint-Michel (g)
- Avenue de l'U.R.S.S. (d)
- Avenue Victor-Ségoffin (g)
- Avenue Marcel-Langer (d)

## Odonymie
Le boulevard a été nommé en hommage à André Eugène Delacourtie (1922, Paris-1943, Agen). En 1933, il s'installe avec sa mère à Toulouse. En 1937, il entre dans l'usine d'aviation Dewoitine de la rue des Récollets (emplacement de l'actuel no 44 rue Achille-Viadieu), devenue Société nationale des constructions aéronautiques du Midi (SNCAM), comme ouvrier ajusteur et il adhère dans le même temps à Confédération générale du travail (CGT) ainsi qu'aux Jeunesses communistes. Pendant la Seconde Guerre mondiale, il s'engage tôt dans la Résistance : le 7 novembre 1940, lors de la visite du maréchal Pétain, il organise une distribution de tracts à partir des toits. En 1941, il est engagé par les usines Breguet à Colomiers. La même année, il est arrêté, puis libéré faute de preuves. En 1942, il rencontre Angèle Hélène Vilate : il se marient et emménagent dans une maison du quartier de Guilheméry (actuel no 17 rue Jonquières). À la fin de l'année, il est chargé de structurer les groupes de Francs-tireurs et partisans (FTP) dans le Lot-et-Garonne qu'il dirige sous le pseudonyme de « commandant Arthur ». Mais le 9 octobre 1943, lors d'un rendez-vous à l'église Saint-Hilaire, à Agen, il est surpris et abattu par deux policiers français.
En 1825, le boulevard n'est qu'un chemin qui longe la barrière de l'octroi. Il devient plus spécifiquement, à partir de 1860, le chemin de ronde du Préfet : ce nom se trouvait aussi pour le chemin du Préfet (actuelle avenue Victor-Ségoffin). En 1902, alors que la barrière de l'octroi est supprimée et les différents chemins qui le longeaient aménagés en boulevards, il devient le boulevard du Sud. Finalement, le 12 avril 1947, la municipalité toulousaine dirigée par Raymond Badiou, en large part issue des rangs de la Résistance, lui attribua le nom d'André Delacourtie.

## Patrimoine et lieux d'intérêt

### ANRAS - Aide et protection des familles

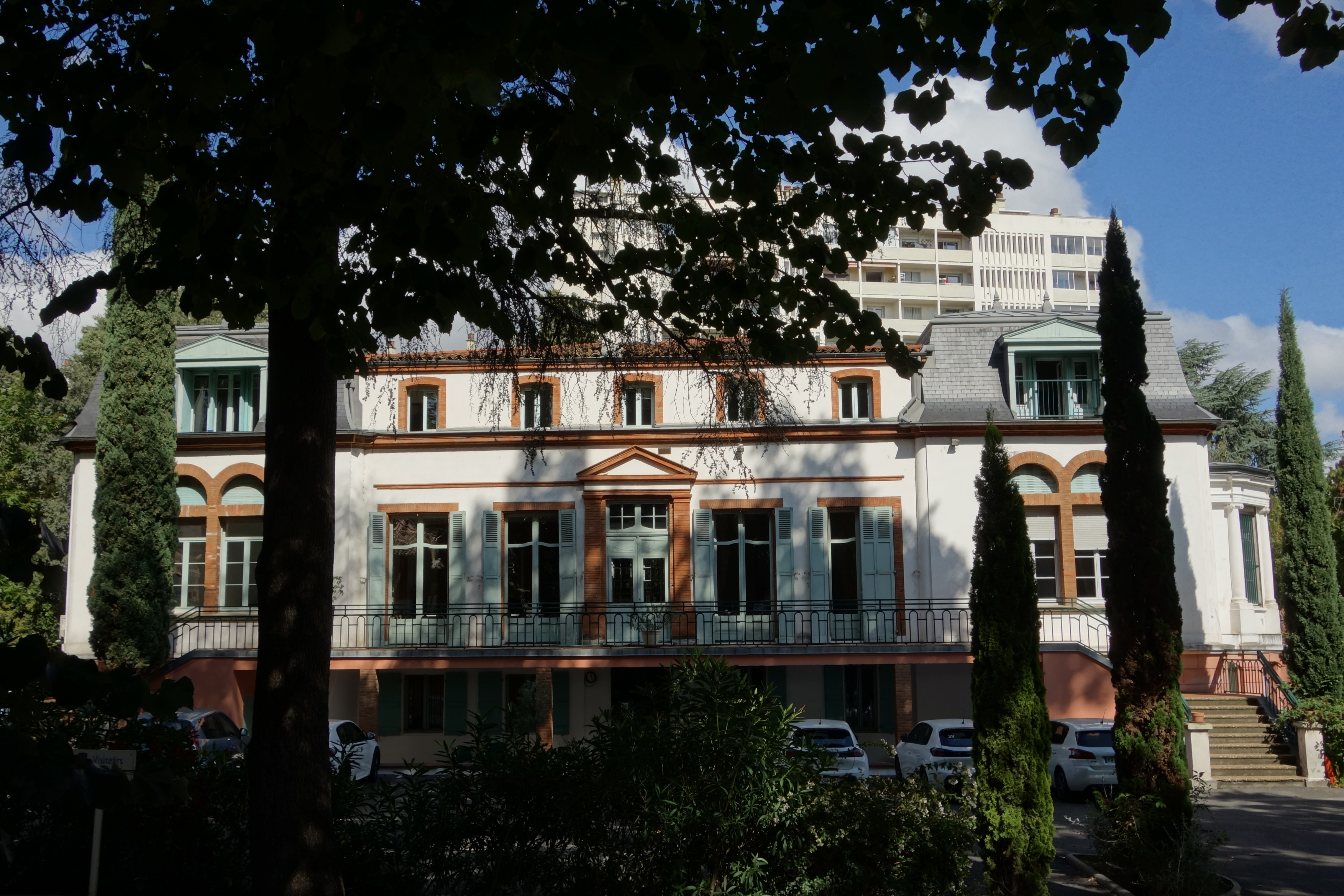
no 7 : le site de l'ANRAS - APF.

L'Association nationale de recherche et d'action solidaire (ANRAS) - Aide et protection des familles (APF) est une association qui se consacre à la protection de l'enfance, et particulièrement à l'accompagnement de l'action éducative en milieu ouvert (AEMO) et des Mesures judiciaires d'aide à gestion du budget familial (MJAGBF). Elle trouve son origine dans le Comité d'aide au service social du tribunal et de la protection de l'enfance, créé le 18 décembre 1954, et dans l'Association toulousaine de protection des familles (ATPF), fondée le 20 avril 1969. En 1990, l'Association de gestion d'organismes privés (AGOP) reprend l'ATPF, qui devient l'ANRAS en 2006. C'est en 2000 que l'établissement s'installe dans la maison du boulevard André-Delacourtie. Elle occupe par ailleurs, dans la région toulousaine, plusieurs sites d'accueil à Baziège, Colomiers, Rieux-Volvestre, Saint-Gaudens et Saint-Jean. 
Le site toulousain occupe une maison de plaisance, construite dans la deuxième moitié du XIXe siècle).

### Maisons toulousaines
- no  4 : maison toulousaine (deuxième moitié du XIXe siècle)[3].
- no  6 : maison toulousaine (deuxième moitié du XIXe siècle)[4].
- no  10 : maison toulousaine (deuxième moitié du XIXe siècle)[5].
- no  14 : maison toulousaine (deuxième moitié du XIXe siècle)[6].

### Autres immeubles
- no  11 : centre des ateliers régionaux de France Télécom (deuxième moitié du XXe siècle)[7].
- no  20 bis : maison (deuxième quart du XXe siècle)[8].
- no  26 : maison (deuxième quart du XXe siècle)[9].
- no  28 : maison (deuxième moitié du XXe siècle)[10].